# Senat von Wyoming

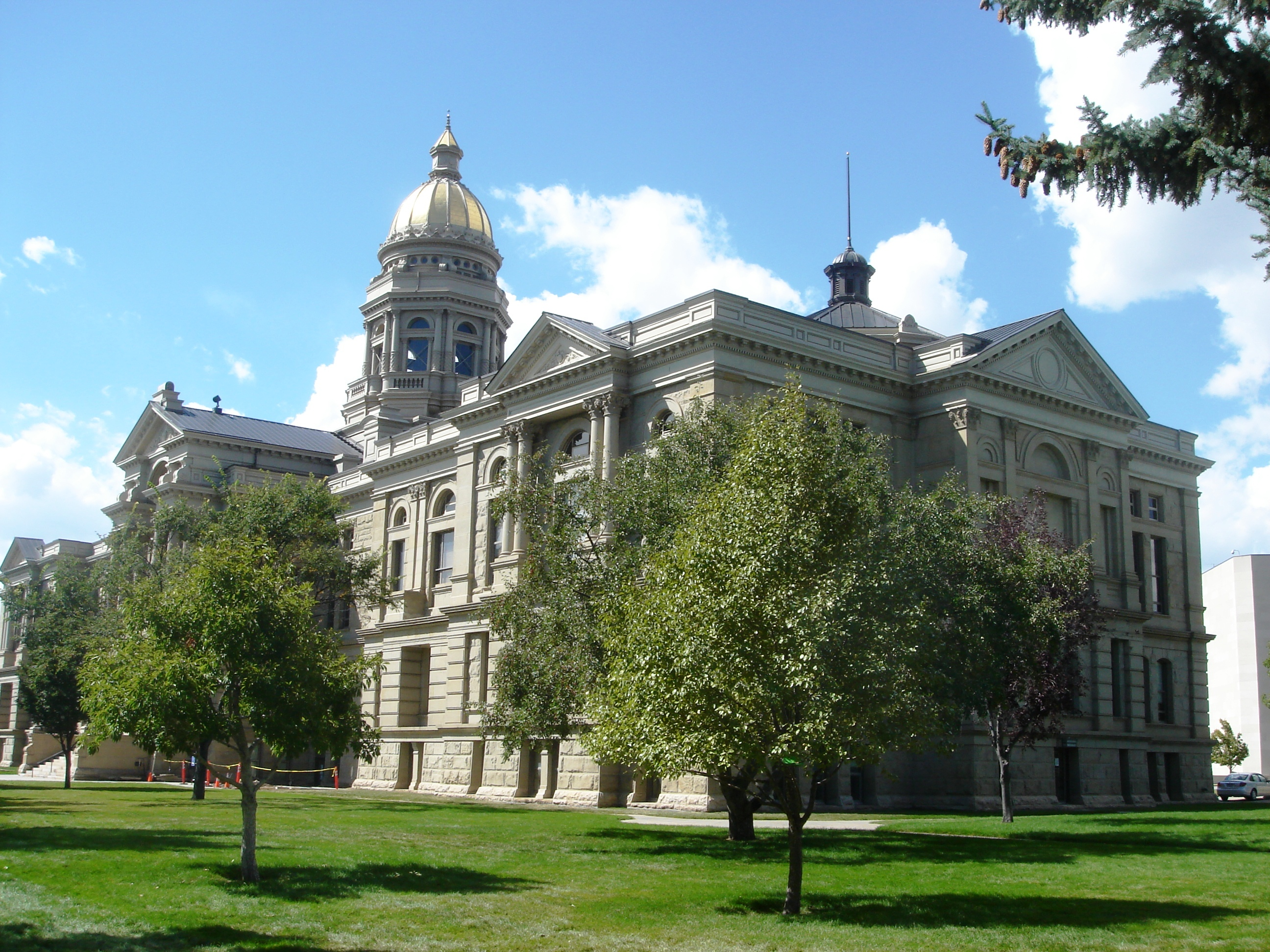
Wyoming State Capitol

Der Senat von Wyoming (Wyoming State Senate) ist das Oberhaus der Wyoming Legislature, der Legislative des US-Bundesstaates Wyoming.
Die Parlamentskammer setzt sich aus 31 Senatoren zusammen, die jeweils einen Wahldistrikt mit durchschnittlich 17.000 Einwohnern repräsentieren. Die Senatoren werden jeweils für eine vierjährige Amtszeit gewählt; eine Beschränkung der Amtszeiten existiert seit 2004 nicht mehr:
Nachdem sich im Jahr 1992 77 Prozent der Wähler im Rahmen einer direktdemokratischen Volksabstimmung zunächst für eine Limitierung der Amtszeiten ausgesprochen hatten, wurden derartige Amtszeitbeschränkungen im Jahr 2004 durch das Wyoming Supreme Court für verfassungswidrig erklärt, wodurch die über zwei Jahrzehnte geltende Beschränkung der Amtszeit von Senatoren auf drei Amtsperioden (zwölf Jahre) aufgehoben wurde.
Der Sitzungssaal des Senats befindet sich gemeinsam mit dem Repräsentantenhaus im Wyoming State Capitol in der Hauptstadt Cheyenne.

## Aufgaben des Senats
Wie in den Oberhäusern anderer Bundesstaaten und Territorien sowie im US-Senat fallen dem Senat von Wyoming im Vergleich zum Repräsentantenhaus spezielle Aufgaben zu, die über die Gesetzgebung hinausgehen. So obliegt es dem Senat, Nominierungen des Gouverneurs in dessen Kabinett, weitere Ämter der Exekutive sowie Kommissionen und Behörden zu bestätigen oder zurückzuweisen.

## Struktur der Kammer
Wyoming ist neben Arizona, Maine und Oregon einer von vier US-Staaten, die das Amt des Vizegouverneurs abgeschafft haben. In den Oberhäusern der meisten anderen US-Bundesstaaten ist der Vizegouverneur zugleich Präsident dieser Kammer. Stattdessen wurde in Wyoming das eigenständige Amt eines Senatspräsidenten geschaffen.

## Zusammensetzung nach der Wahl im Jahr 2022
| Partei | Partei                 | Abgeordnete |
| ------ | ---------------------- | ----------- |
|        | Republikanische Partei | 29          |
|        | Demokratische Partei   | 2           |
| Summe  | Summe                  | 31          |

### Wichtige Senatsmitglieder
| Position                            | Name           | Partei       |
| ----------------------------------- | -------------- | ------------ |
| Senatspräsident                     | Ogden Driskill | Republikaner |
| Vizepräsident                       | Dave Kinskey   | Republikaner |
| Mehrheitsführer (Majority Leader)   | Larry Hicks    | Republikaner |
| Oppositionsführer (Minority Leader) | Chris Rothfuss | Demokraten   |